# 殷店镇
殷店镇，是中华人民共和国湖北省随州市随县下辖的一个乡镇级行政单位。

## 行政区划
殷店镇下辖以下地区：
双桥社区、天河口社区、九角尖社区、东岳庙村、鞍山村、忤水关村、塔儿山村、金塔村、玄龙庙村、钓鱼台村、白庙村、曲河村、容河村、凤鸣村、鹦鹉村、四方村、峥嵘村、天峰村、泽民村、火炬村、雄烽村、代家湾村、江头店村、谢家湾村、人和村、胜利村、小东庙村、九枫村、大东岭村和双河村。